# 长沙郡
长沙郡，中國秦朝至唐朝時設置的一個郡。

## 建置沿革

### 秦代
秦代的长沙郡，以今长沙地区为中心，涵盖了今湖南大部分地区，北起洞庭，南逾五岭，东邻鄱阳湖西岸和罗霄山脉，西接沅水流域。据明朝崇祯年间编《长沙府志》沿革记载，秦代长沙郡下设湘、罗、益阳、阴山、零陵、衡山、宋、桂阳等县，其范围包括了今岳阳、长沙、湘潭、株洲、益阳、衡阳、邵阳、娄底、郴州、永州等部分或全部，以及鄂南、赣西北和广东的连州、广西的全州等地，面积几乎相当于今天整个的湖南省。其治所湘县即大致为今长沙市辖区。

### 漢代
漢高祖五年（前202年），立吳芮為長沙王，以長沙、豫章、象郡、桂林、南海五郡為長沙國，其中遙領象郡、桂林、南海三郡。漢文帝後七年（前157年），長沙王吳產薨，無子，國除。
漢景帝二年（前155年），立皇子劉發為長沙王，改長沙郡為長沙國。長沙國属荆州刺史部。西漢後期，長沙國領十三縣：臨湘、羅、連道、益陽、下雋、攸、酃、烝陽、湘南、昭陵、荼陵、容陵、安成。
新莽始建國元年（9年），貶長沙王劉舜為公。始建國二年（10年），廢長沙公劉舜為庶人，改長沙國為填蠻郡。東漢初復為長沙國。漢光武帝建武十三年（37年），降封長沙王劉興為臨湘侯，改長沙國為長沙郡。東漢時，析置醴陵縣，烝陽縣改屬零陵郡。

### 六朝
漢獻帝初年，长沙太守孙坚起兵参与讨伐权臣董卓，杀死荆州刺史王叡。董卓以献帝名义任命刘表为荆州牧，刘表于是夺取了包括长沙郡在内的荆州的控制权。建安五年（200年），长沙太守张羡联合曹操反叛刘表，病死后其子张怿继任，后与零陵郡、桂阳郡叛军都被刘表镇压。
建安十三年（208年）刘表死后，刘备奉刘表长子刘琦继任荆州刺史，长沙太守韩玄向其投降。刘琦死后，其势力推刘备继任。时孙坚子孙权割据江东，长沙郡也有一部分如下隽等地被其占领。建安十五年（210年），孫權分長沙郡立漢昌郡。后来孙权治下的益阳县等部分长沙郡被交给刘备（借荆州），汉昌郡仍归孙权。建安十九年（214年），孙权派吕蒙夺取长沙郡，刘备亦在重新与孙权结盟时承认长沙为其所有。
三国鼎立后，長沙郡屬孙吳。孫亮太平二年（257年），以長沙東部為湘東郡。孫皓宝鼎二年（267年），分豫章郡、廬陵郡、長沙郡立安成郡。
晉武帝太康中，長沙郡領十縣：臨湘、攸、下雋、醴陵、劉陽、建寧、吳昌、羅、蒲圻、巴陵。晉懷帝永嘉元年（307年），分荊州、江州立湘州，治臨湘，長沙郡改屬湘州。晉成帝咸和三年（328年）省湘州。晉安帝義熙八年（412年）復立，十二年（416年）又省。宋武帝永初三年（422年）又立，宋文帝元嘉八年（431年）又省。元嘉十六年（439年），復立湘州，分長沙郡之巴陵、蒲圻、下雋，江夏郡之沙陽四縣立巴陵郡。元嘉二十九年（452年），又省湘州。宋孝武帝孝建元年（454年）又立湘州。

### 隋唐
隋文帝开皇九年（589年），滅陳，廢長沙郡及湘州，其地屬潭州。隋煬帝大業三年（607年），改潭州为長沙郡。長沙郡領四縣：長沙、衡山、益陽、邵陽。
唐高祖武德四年（621年），平蕭銑，改長沙郡為潭州。唐玄宗天寶元年（742年），改潭州為長沙郡。長沙郡領六縣：長沙、衡陽、湘鄉、益陽、醴陵、瀏陽。天寶八載（749年），衡陽縣移治於洛口，改為湘潭縣。唐肃宗乾元元年（758年），復改長沙郡為潭州。

## 人口
- 漢平帝元始二年（2年），長沙國有43470戶，235825口。[3]
- 漢桓帝永壽二年（156年），長沙郡有255854戶，1059372口。[5]
- 晉武帝太康三年（282年），長沙郡有33000戶。[8]
- 宋孝武帝大明八年（464年），長沙郡有5684戶，46213口。[9]
- 隋煬帝大業五年（609年），長沙郡有14275戶。[10]
- 唐玄宗天寶十三載（754年），長沙郡有32272戶，192657口。[11]

## 行政長官

### 長沙內史（前145年—前8年）
- 繆生，東海蘭陵人，漢武帝時在任。[12]
- 張肱，始遷吳郡吳人，張良七世孫  漢成帝時在任。(南北朝 宋書卷53.列傳13張茂度傳)

### 長沙相（25年—37年）
- 韓福，漢光武帝建武四年（28年）在任。[13]

### 長沙太守（37年—289年）
- 張禁，漢光武帝建武中在任。[14]
- 郅惲，字君章，汝南西平人，漢光武帝建武中繼張禁而任。[14]
- 宗慶，字叔平，為長沙養子的百姓三千餘人，男女都以「宗」為名。[15]
- 抗徐，字伯徐，丹楊人，漢桓帝延熹八年（165年）在任。[16]
- 孫堅，字文臺，吳郡富春人，漢靈帝中平四年（187年）出任。[17]
- 蘇代，漢獻帝初平中在任。[18]
- 張羨，南阳人，漢獻帝建安五年（200年）卒官。[18]
- 張懌，南阳人，漢獻帝建安五年（200年）繼父任。[18]
- 張機，字仲景，約建安七年 (202年) 任長沙太守。[19]
- 韓玄，漢獻帝建安十四年（209年）降於劉備。[20]
- 廖立，字公淵，武陵臨沅人，漢獻帝建安中由劉備任命，建安十九年（214年）被孙吴驱逐。[21]
- 濮陽逸，陳留人，孫權時在任。[22]
- 沈矯，字仲桓，吳興武康人，晉武帝太康初除，不就。[23]

### 長沙太守（291年—301年）
- 萬嗣，晉惠帝時在任。[24]
- 孫毓，晉朝時在任。[25]

### 長沙太守（310年代—329年）
- 皮素，字泰混，徐州下邳人，不晚于永嘉四年（310年）七月任长沙太守[26]
- 虞潭，字思奧，會稽餘姚人，晉愍帝建興中甘卓上其領，固辭不就。[27]
- 崔敷，晉愍帝建興三年（315年）為杜弢所殺。[28]
- 陶輿，尋陽柴桑人，晉愍帝建興中琅邪王司馬睿承制時追贈。[24]

### 長沙相（329年—403年）
- 殷羡，字洪乔，陈郡长平人，不晚于晋康帝时在任[29]。
- 袁喬，字彥叔，陳郡陽夏人，晉穆帝時在任。[30]
- 司馬無忌，字公壽，譙王，河內溫人，晉穆帝永和初在任。[31]
- 孫盛，字安國，太原中都人，晉穆帝升平四年（360年）出任。[32]
- 龔登，武陵漢壽人，東晉時在任。[33]
- 羅含，字君章，桂陽耒陽人，東晉時在任。[34]
- 孫放，字齊莊，太原中都人，東晉時在任。[32]
- 盛彥，東晉時在任。[35]
- 陶延壽，尋陽柴桑人，晉安帝元興二年（403年）在任。[36]

### 長沙相（404年—420年）
- 范泰，字伯倫，順陽山陰人，晉安帝義熙初除，未拜。[37]

### 長沙內史（420年—557年）
- 謝述，字景先，陳郡陽夏人，宋文帝元嘉二年（425年）離任。[38]
- 庾炳之，字仲文，潁川鄢陵人，宋文帝元嘉十六年（439年）除，未行。[39]
- 蕭簡，蘭陵人，宋文帝元嘉中在任。[40]
- 陸徽，字休猷，吳郡吳人，宋文帝元嘉二十一年（444年）出任。[41]
- 庾深之，字彥靜，新野人，宋文帝元嘉二十九年（452年）到宋孝武帝孝建中在任。[42]
- 何慧文，宋前廢帝時在任。[43]
- 孔靈產，劉子勛義嘉元年（466年）正月離任。[43]
- 江謐，字令和，濟陽考城人，宋明帝泰始中在任。[44]
- 劉悛，字士操，彭城人，宋後廢帝元徽五年（477年）除，未行。[45]
- 庾佩玉，潁川鄢陵人，宋順帝昇明二年（478年）被殺。[46]
- 江謐，字令和，濟陽考城人，齊高帝建元元年（479年）到三年（481年）在任。[44]
- 劉季連，字惠續，彭城人，齊武帝永明中在任。[47]
- 劉繪，字士章，彭城人，齊明帝建武元年（494年）出任。[48]
- 劉坦，字德度，南陽安眾人，齊和帝中興元年（501年）到梁武帝天監元年（502年）在任。[49]
- 丘仲孚，字公信，吳興烏程人，梁武帝天監初在任。[50]
- 司馬褧，字元素，河內溫人，梁武帝天監中在任。[51]
- 崔靈恩，清河東武城人，梁武帝時在任。[52]
- 王沖，字長深，琅邪臨沂人，梁武帝大通中在任。[53]
- 王沖，字長深，琅邪臨沂人，梁元帝承聖元年（552年）解領。[53]
- 周弘直，字思方，汝南安城人，梁元帝承聖元年（552年）出任。[54]

### 長沙太守（557年—569年）
- 曹慶，陳文帝天嘉中在任。[55]

### 長沙內史（569年—589年）
- 樊猛，字智武，南陽湖陽人，陳宣帝太建初領。[56]

### 長沙郡太守（742年—758年）
- 班景倩（天宝初年）
- 陈某（743年）
- 柳无忝（天宝年间）
- 苏师道（754年—755年）
- 李岘（755年—756年）
- 李峘，唐玄宗天寶十三載（754年）到唐肅宗至德元載（756年）在任。[57]

## 徵引文獻及註釋
1. ↑  《漢書 卷一下 高帝紀第一下》
2. ↑  《漢書 卷五 景帝紀第五》
3. 1 2  《漢書 卷二十八上 地理志第八上》
4. ↑  《後漢書 卷一下 光武帝紀第一下》
5. 1 2  《後漢書 志第二十二 郡國四》
6. ↑  《三國志 卷四十七 吳書二 三嗣主傳第二》
7. ↑  《三國志 卷四十八 吳書三 三嗣主傳第三》
8. 1 2  《晉書 卷十五 志第五 地理下》
9. 1 2  《宋書 卷三十五 志第二十五》
10. 1 2  《隋書 卷三十一 志第二十六》
11. 1 2  《舊唐書 卷四十 志第二十》
12. ↑  《漢書 卷八十八 儒林傳第五十八》
13. ↑  《後漢書 卷十七 馮岑賈列傳第七》
14. 1 2  《後漢書 卷二十九 申屠剛鮑永郅惲列傳第十九》
15. ↑  《太平御览 卷二百六十》
16. ↑  《後漢書 卷七 孝桓帝紀第七》
17. ↑  《三國志 卷四十六 吳書一 孫破虜討逆傳第一》
18. 1 2 3  《三國志 卷六 魏書六 董二袁劉傳第六》
19. ↑  《傷寒論文獻通考．仲景任長沙太守考》
20. ↑  《三國志 卷三十二 蜀書二 先主傳第二》
21. ↑  《三國志 卷四十 蜀書十 劉彭廖李劉魏楊傳第十》
22. ↑  《三國志 卷六十四 吳書十九 諸葛滕二孫濮陽傳第十九》
23. ↑  《宋書 卷一百 列傳第六十》
24. 1 2  《晉書 卷六十六 列傳第三十六》
25. ↑  《隋書 卷三十二 志第二十七》
26. ↑  《华阳国志·大同志》：秋七月，尚薨于巴郡。诏书除长沙太守皮素为益州刺史，兼西夷校尉、扬烈将军，领义募人及平西军，当进治三关。
27. ↑  《晉書 卷七十六 列傳第四十六》
28. ↑  《晉書 卷一百 列傳第七十》
29. ↑  《资治通鉴·卷九十七》：“殷羡为长沙相，在郡贪残，庾冰与翼书属之”。可知于咸康六年（340年）接任庾亮镇守武昌的荆州刺史庾翼为殷羡的上级。并且在晋穆帝永和元年庾翼去世前已担任长沙相。
30. ↑  《晉書 卷八十三 列傳第五十三》
31. ↑  《晉書 卷三十七 列傳第七》
32. 1 2  《晉書 卷八十二 列傳第五十二》
33. ↑  《晉書 卷九十四 列傳第六十四》
34. ↑  《晉書 卷九十二 列傳第六十二》
35. ↑  《隋書 卷三十五 志第三十》
36. ↑  《晉書 卷九十九 列傳第六十九》
37. ↑  《宋書 卷六十 列傳第二十》
38. ↑  《宋書 卷五十二 列傳第十二》
39. ↑  《宋書 卷五十三 列傳第十三》
40. ↑  《宋書 卷七十八 列傳第三十八》
41. ↑  《宋書 卷九十二 列傳第五十二》
42. ↑  《宋書 卷七十九 列傳第三十九》
43. 1 2  《宋書 卷八十四 列傳第四十四》
44. 1 2  《南齊書 卷三十一 列傳第十二》
45. ↑  《南齊書 卷三十七 列傳第十八》
46. ↑  《宋書 卷八十三 列傳第四十三》
47. ↑  《梁書 卷二十 列傳第十四》
48. ↑  《南齊書 卷四十八 列傳第二十九》
49. ↑  《梁書 卷十九 列傳第十三》
50. ↑  《梁書 卷五十三 列傳第四十七》
51. ↑  《梁書 卷四十 列傳第三十四》
52. ↑  《梁書 卷四十八 列傳第四十二》
53. 1 2  《陳書 卷十七 列傳第十一》
54. ↑  《陳書 卷二十四 列傳第十八》
55. ↑  《陳書 卷二十 列傳第十四》
56. ↑  《陳書 卷三十一 列傳第二十五》
57. ↑  《舊唐書 卷一百一十二 列傳第六十二》